# Jared Gilman

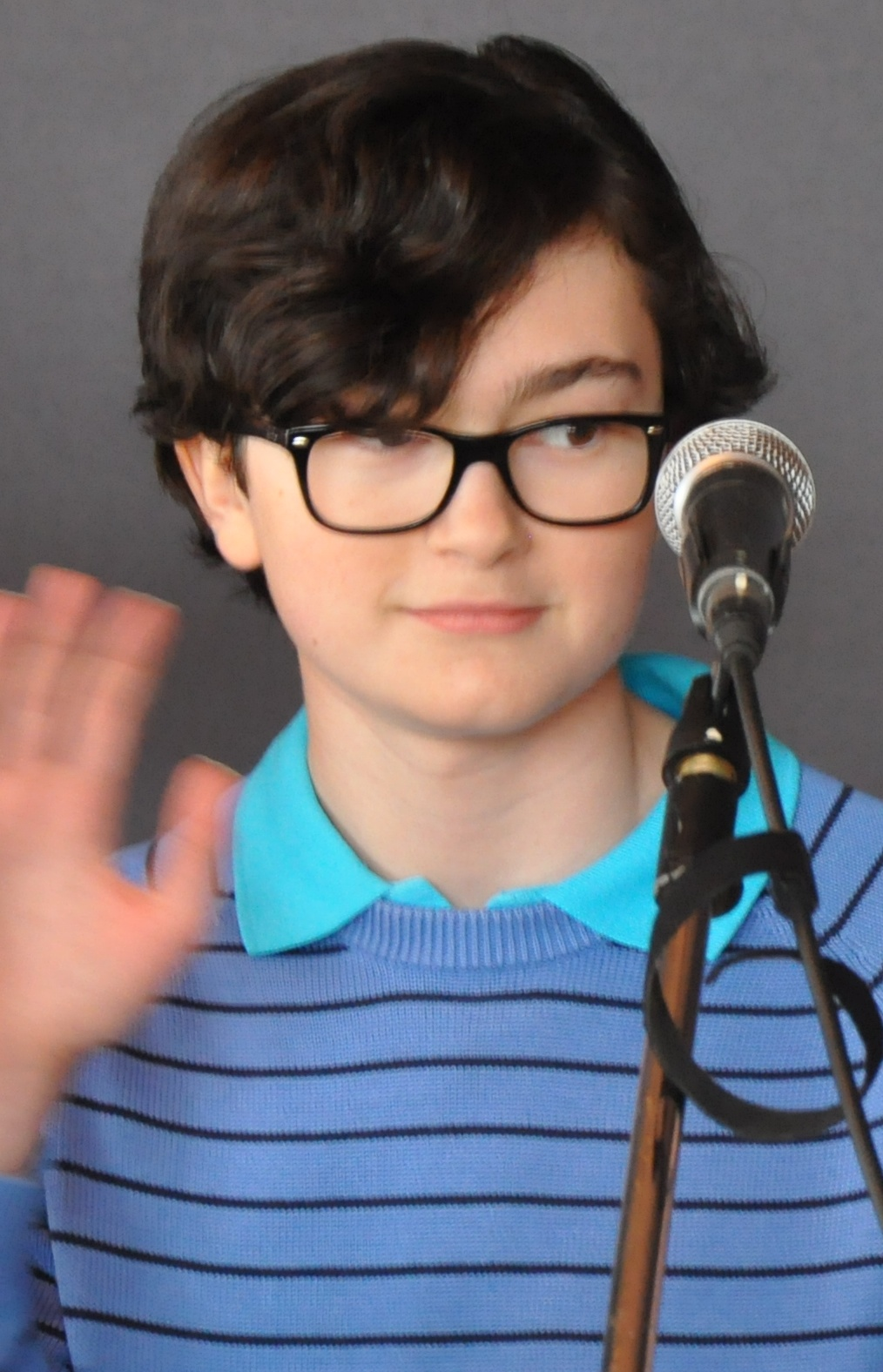
Jared Gilman 2012.

Jared T. Raynor Gilman, född 28 december  1998, är en amerikansk skådespelare. Han är bland annat känd för sin roll som Sam Shakusky i Moonrise Kingdom från 2012.

## Filmografi
- Moonrise Kingdom
- Elsa & Fred
- Two-Bit Waltz
- 2016 – Paterson